# Kattenstroth

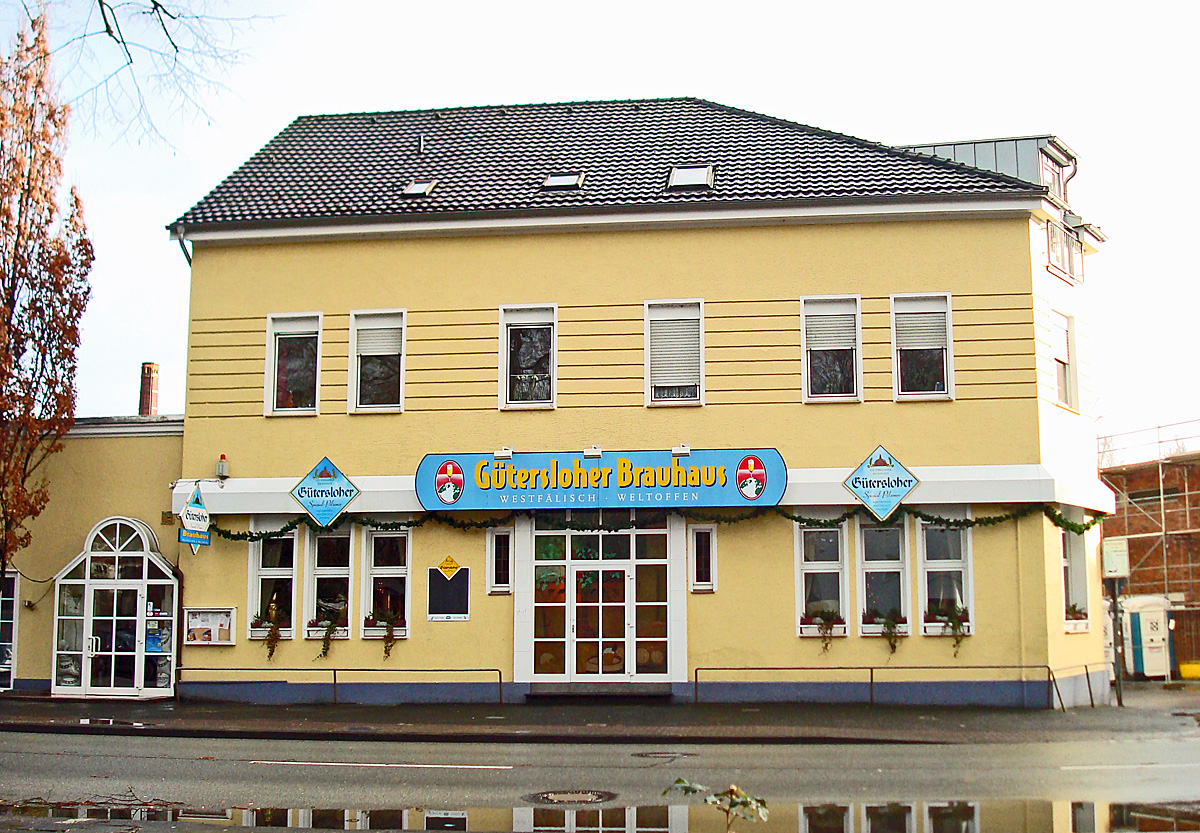
Das ehemalige katholische Vereinsheim gegenüber der Pankratiuskirche, heute das Gütersloher Brauhaus

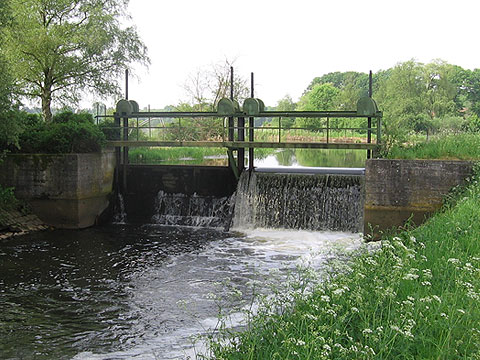
Wehr an der Wapel in der Nähe des Wapelbads

Kattenstroth ist ein Stadtteil im Südwesten der ostwestfälischen Kreisstadt Gütersloh in Nordrhein-Westfalen.

## Lage
Die nördliche Grenze des Stadtteils zu Pavenstädt und zur Gütersloher Kernstadt bildet größtenteils die Dalke. Östlich verläuft die Grenze zu Sundern ungefähr entlang der Reckenberger Straße und der Neuenkirchener Straße bis zur Ecke Hellweg, die Grenze zu Spexard entlang des Stadtrings Kattenstroth und des Brockwegs. Die südliche und größtenteils auch die westliche Grenze Kattenstroths ist die Stadtgrenze Güterslohs zur Stadt Rheda-Wiedenbrück, ein kurzes Stück im äußersten Westen läuft entlang der Ems und grenzt an die Gemeinde Herzebrock-Clarholz. Ein kleiner Teil des Rhedaer Forsts liegt auf Kattenstrother Gebiet.

## Geschichte
Kattenstroth wurde erstmals 1189 als „Catinstrot“ urkundlich erwähnt. Der Name bedeutet so viel wie „Kotten im Gehölz“.
Im Bielefelder Rezess wurde 1565 die Zugehörigkeit der Bauerschaft Kattenstroth zum Amt Reckenberg des Hochstifts Osnabrück bestätigt. Es grenzte damals im Westen, Norden und Nordosten an die Herrschaft Rheda, im Südosten an die Bauerschaft Spexard und im Süden an die Bauerschaft Lintel (beide Hochstift Osnabrück). Bis heute bildet die Dalke die nördliche Grenze zur Kernstadt Gütersloh.
Nach der Säkularisation 1803 fiel Kattenstroth als Teil des Amtes Reckenberg an das Kurfürstentum Hannover, das 1806 Teil Preußens wurde. Von 1807 bis 1813 gehörte Kattenstroth zum Kanton Wiedenbrück des Königreichs Westphalen, bevor es durch den Wiener Kongress 1815 wieder zu Preußen kam. Kattenstroth wurde Teil der Großgemeinde Avenwedde, die ab 1816 zum neu gegründeten Kreis Wiedenbrück gehörte. 1889 wurde die Gemeinde Kattenstroth-Spexard aus Avenwedde ausgegliedert. Aus dieser wurde Kattenstroth am 1. April 1910 in die Stadt Gütersloh umgemeindet. Die verbliebene Gemeinde erhielt den Namen Spexard.

## Sehenswürdigkeiten
Mehr als zwei Dutzend Baudenkmäler der Stadt Gütersloh liegen auf Kattenstrother Gebiet, darunter die katholische St.-Pankratius-Kirche von 1891, der angrenzende Alte Stadtfriedhof mit zehn denkmalgeschützten Grabstätten, die ehemalige Weberei Greve & Güth (heute soziokulturelles Zentrum), das LWL-Klinikum Gütersloh mit seinem Klinikpark sowie zwei der drei Gütersloher Denkmalbereiche, namentlich „Am Kamphof“, eine Siedlung aus den 1920er Jahren, und „Am Depenbrock/Holzrichterstraße/Eichenallee“, eine Siedlung der Nachkriegszeit um 1950.
Zu den Naherholungszielen gehören das Wapelbad und der Riegerpark. Am Kiebitzhof besteht seit 2015 ein inklusiver Klettergarten.

## Kirchen
Neben der stadtbildprägenden St.-Pankratius-Kirche und der ebenfalls katholischen Liebfrauenkirche liegen zwei ehemals evangelische Gotteshäuser im Stadtteil, die Lukaskirche (seit 1999 von einer syrisch-orthodoxen Gemeinde genutzt) und die Trinitatiskirche (seit 2009 Pflegewohngemeinschaft). Auf dem Gelände des LWL-Klinikums befindet sich mit der Kreuzkirche eine Simultankirche auf Kattenstrother Gebiet.
Am Westfalenweg befindet sich die evangelisch-freikirchliche Gemeinde, auch Christuskirche genannt. Sie gehört seit 1999 zum Stadtteil Kattenstroth.

## Vereine
Der 2004 gegründete Stadtteilverein Kattenstroth richtet Veranstaltungen wie Stadtteilfeste, einen Stadtteillauf, geschichtliche Vorträge, Schnatgänge entlang der Stadtgrenze und plattdeutsche Klönabende aus. Zudem ist er Herausgeber der Stadtteilzeitung „Der Kattenbote“.
Einziger Karnevalsverein in Gütersloh ist der 1952 gegründete Katenstrother Karnevals-Club. Der KKC verleiht seit 1992 den sogenannten Kattenbuer-Orden an lokale Persönlichkeiten, die sich Verdienste auf sozialem oder karitativem Gebiet erworben haben. Der Narrenruf des Vereins lautet „Maschi Mau – Kattenbuer Helau!“
Der Schützenverein Kattenstroth wurde 1927 gegründet und zählt mit rund 600 Mitgliedern zu den größten Schützenvereinen der Stadt.
2003 gründeten Hobbyfußballer den Fußballverein „Sportfreunde Kattenstroth“. In Kattenstroth verwurzelt ist auch die 1923 gegründete DJK Gütersloh.

## Persönlichkeiten
- Heinrich Voltmann (1830–1909), in Kattenstroth geborener Orgelbauer